# Арундельское общество

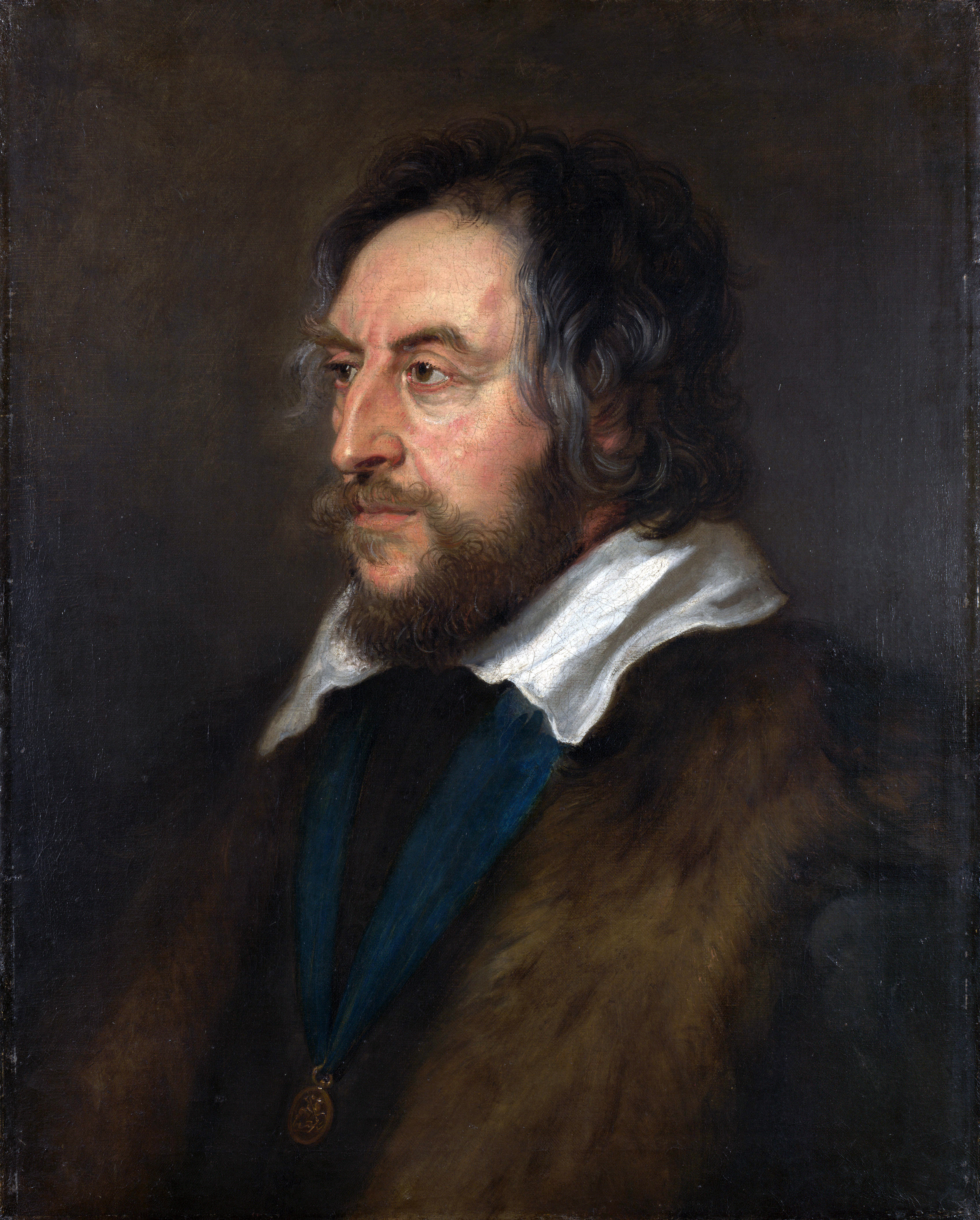
Томас Говард,
21-й граф Арундел

Арундельское общество или Общество Арундела (англ. Arundel Society for promoting the knowledge of art) — организация, основанная в столице Британской империи городе Лондоне в 1849 году и названная так в честь Томаса Говарда, графа Арундельского и Суррейского, известного коллекционера мрамора и одного из первых великих английских меценатов, любителя искусства и антиквария XVII века.
Идея создания общества принадлежит английскому адвокату Белендену Керу (англ. Belenden Ker), который озвучил её в доме известного живописца Великобритании Чарльза Локка Истлейка.
С момента появления, Арундельское общество, имеющее членов своих и за границей Англии, основало богатое воспроизведение старинных картин посредством олеографии или другим способом. Оно обратило особенное внимание на предметы искусства, собранные в капелле Бранкачи в Сан-Марко, во Флоренции. Также обществом Арундела были воспроизведены картины Пьетро Перуджино, Джованни Санти, Сандро Боттичелли и других и издало их хромолитографиями.
Ведущими художниками этого издания были С. Кайзер, Л. Грунер и Марианеччи — во главе произведений которого можно поставить копии двух лучших предметов северного искусства, а именно: гентского алтаря Хуберта ван Эйка и Яна ван Эйка и живопись Кёльнского собора.
Помимо этого, под патронажем Арундельского общества изготавливались гипсовые копии с переплетов книг из слоновой кости древних и средних веков.
В 1852 году к обществу примкнул признанный английский археолог Остин Генри Лэйард, который оказал неоценимый вклад в деятельность организации. Среди первых известных членов Арундельского общества были Джон Рёскин, Чарльз Томас Ньютон, Генри Лиддел. В 1877 году в члены совета организации были также включены Фредерик Уильям Бёртон, Джордж Ричмонд, Фрэнсис Четрис, Эдвард Джон Пойнтер, Джордж Эдмунд Стрит, Филип Чарльз Хардвик и архитектор Джон Нортон.
Деятельность Арундельского общества была прекращена в 1897 году.
В 1904 году в Лондоне был основан Клуб Арундела, который ставил своей целью продолжить работу начатую одноимённым обществом. Члены клуба пошли дальше путём копирования и публикации произведений искусства находящихся в частных коллекциях, которые ранее были недоступны широкой публике.